# Пундарика Видьянидхи
Пундари́ка Видьяни́дхи — вайшнавский святой. Он был учеником Мадхавендры Пури и гуру Гададхары Пандита. Иногда ошибочно считают, что Пундарика Видьянидхи был слишком привязан к материальным наслаждениям. Описывается, что просто услышав один стих из «Шримад-Бхагаватам» он входил в состояние транса. В играх Кришны он был Вришабхану, отцом Радхарани.